# Oenenu
Oenenu is een bestuurslaag in het regentschap Timor Tengah Utara van de provincie Oost-Nusa Tenggara, Indonesië. Oenenu telt 789 inwoners (volkstelling 2010).